# Lugano
Lugano (Lügann en Llombard occidental) és una ciutat del cantó de Ticino al sud Suïssa.
Situada a la frontera amb Itàlia, té una extensió aproximada de 75,81 km² i es troba a una altitud de 273 m sobre el nivell del mar, a la riba nord del llac de Lugano, entre el llac Maggiore i el llac de Como. A més de ser una coneguda destinació turística, és un centre financer internacional de primer ordre, en tercer lloc a Suïssa després de Zúric i Ginebra.
El 2019 tenia 67.082 habitants i de 151 522 habitants a la zona urbana, és la novena ciutat de Suïssa per població, i el centre de població més important del cantó, per damunt de Bellinzona, que n'és la capital. És la seu de la Universitat de la Suïssa Italiana.
El primer esment escrit Sancti Laurenti in Luano data del 875. Després de l'obertura del túnel ferroviari del Sant Gotard el 1882 en trenta anys, la població va més que duplicar de 6946 a 14.998 habitants.
El 2002 es va crear la Nova Lugano, després d'un referèndum, i els municipis de Davesco-Sorengo, Pambio-Noranco, Cureggia, Breganzona, Gandria, Pazzallo, Pregassona i Viganello van fusionar amb la ciutat. El 20 d'abril de 2008, les comunes de Barbengo, Carabbia i Vila Luganese es van incorporar a la ciutat de Lugano. i finalment el 2013 s'hi van afegir Bogno, Cadro, Carona, Certara, Cimadera, Sonvico i Valcolla, el que va dur la superfície total a 75,81 km². La ciutat és el tercer centre financer del país, la vuitena ciutat per extensió i la novena en població.

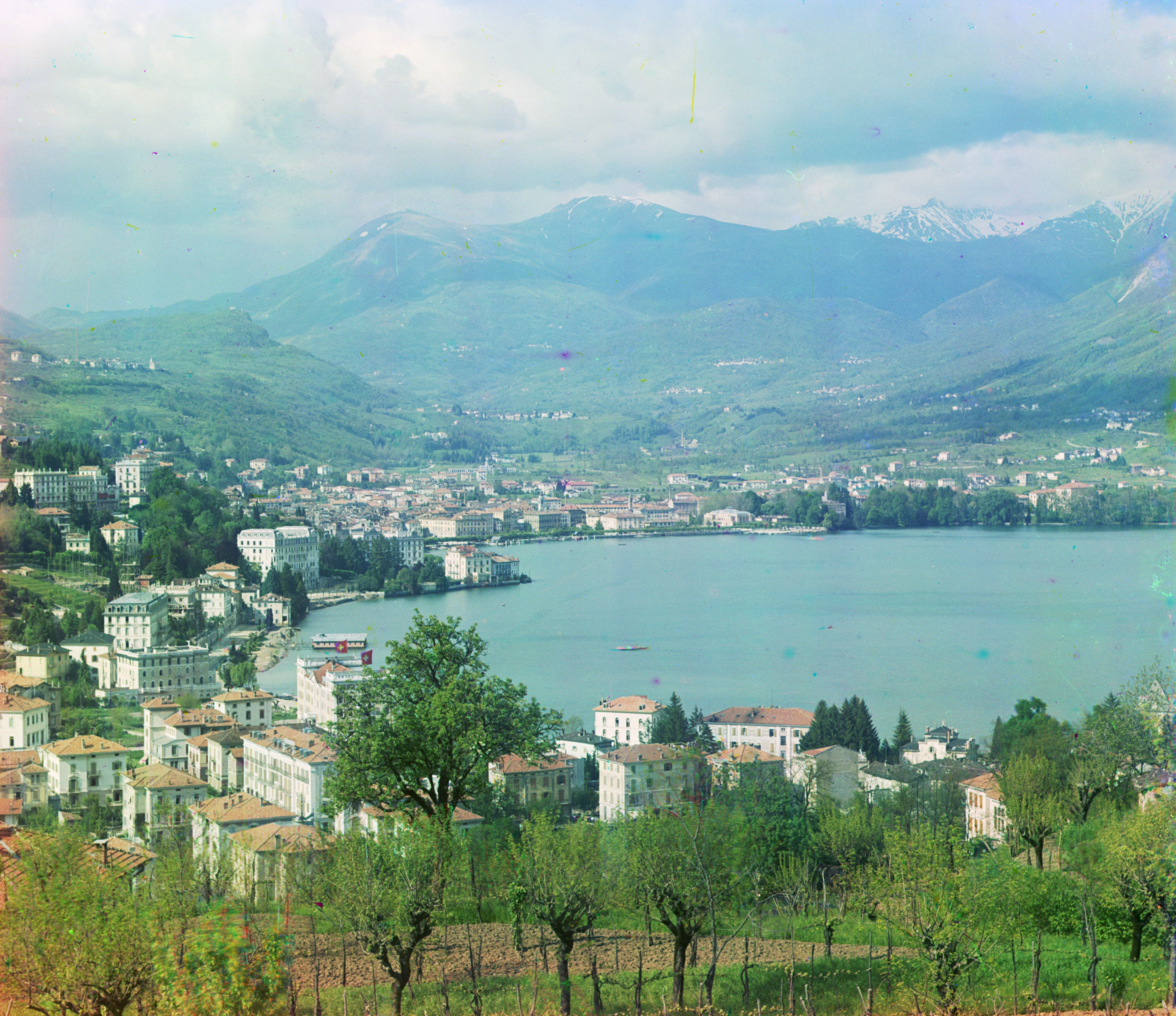
Lugano, fotografiada per Prokudin-Gorskii vers el 1905/10